# Textilkombinat Cottbus

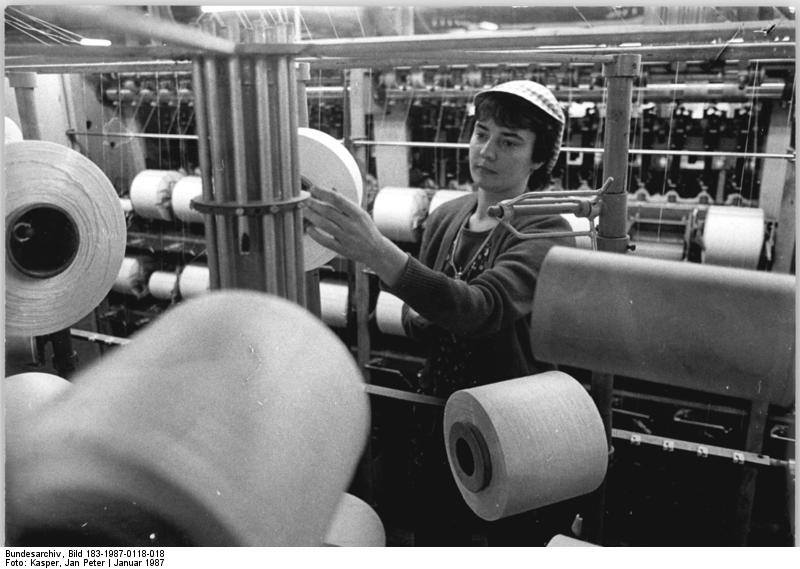
Arbeit einer Zwirnerin im Kombinat

Der VEB Textilkombinat Cottbus (TKC) wurde 1968 gegründet und war ein Kombinat in der DDR. Das Kombinat unterstand dem Ministerium für Leichtindustrie. Weitere zentralgeleitete Kombinate im Zuständigkeitsbereich dieses Ministeriums sind in der Liste von Kombinaten der DDR aufgeführt.

## Geschichte
Die Anweisung zur Gründung eines neuen Textilbetriebs wurde Ende 1968 durch den Minister für Leichtindustrie erteilt. Am 15. Oktober desselben Jahres erfolgte daraufhin der erste Spatenstich zum Aufbau eines Werkes in Cottbus, das durch den VEB Textilkombinat Cottbus betrieben werden sollte. Dem in diesem Zuge ebenfalls gegründeten Kombinat wurden 1969 mehrere Betriebe zugeordnet. Das Kombinat erhielt hierbei denselben Namen wie der Stammbetrieb: VEB Textilkombinat Cottbus. Mit der Auflösung der VVB Volltuch Cottbus 1970 wurden weitere Betriebe in das Kombinat eingegliedert. Die Eingliederung weiterer Betriebe setzte sich mit der Umstrukturierung der DDR-Wirtschaft und der einhergehenden Auflösung von VVB bis zum Beginn der 1980er Jahre fort.
Ab 1970 firmierte der Stammbetrieb unter dem Namen VEB Textilkombinat Cottbus – Stammbetrieb. Ab 1973 wurde das Kombinat durch eine eigenständige Kombinatsleitung geführt, der auch der Stammbetrieb unterstellt wurde. Der Stammbetrieb wurde seither unter dem Namen VEB Textil- und Konfektionsbetrieb Cottbus geführt. Mit dem Jahr 1984 ging die Kombinatsleitung wieder auf den Stammbetrieb über. Im Stammbetrieb arbeiteten 1990 rund 4000 Menschen.
In den 1980er Jahren umfasste das Produktspektrum der Kombinatsbetriebe Tuche, Damen-, Herren- und Kinderoberbekleidung, Dienstbekleidung (Uniformen) und Kopfbedeckungen. Rund 16 % der in der DDR produzierten Oberbekleidung und über 80 % der Kopfbedeckungen und Dienstkleidung sowie erhebliche Anteile an textilen Halbzeugen wurden durch die Betriebe der Kombinats gefertigt. Darüber hinaus hatte das Kombinat ein Monopol für Spezialtextilien wie Windelhosen, Sportfallschirme und Rettungsanzüge der Hochseeschifffahrt. Der Cottbuser Stammbetrieb produzierte insbesondere Damenoberbekleidung und verwendete zu großen Teilen Fasern aus dem Chemiefaserwerk Guben.
Im Zuge der Wende und der anschließenden Wiedervereinigung wurde das Kombinat 1990 aufgelöst. Ein Teil der Belegschaft gründete die Textil und Konfektionsbetrieb GmbH, die 1993 liquidiert wurde. Inzwischen befindet sich auf dem ehemaligen Gelände des Kombinats das TKC Einkaufszentrum.

## Zugehörige Betriebe
Zum Kombinat gehörten folgende Betriebe:
- VEB Textil- und Konfektionsbetrieb Cottbus, (Stammbetrieb)
- VEB Bekleidungswerk „Steppke“ Görlitz
- VEB Bekleidungswerke Seifhennersdorf
- VEB Bekleidungswerke „Wilhelm Pieck“ Görlitz
- VEB Burger Bekleidungswerke
- VEB Feintuch Forst
- VEB Feintuchfabrik Finsterwalde
- VEB Forster Tuch-Export
- VEB Forster Tuchfabriken
- VEB Gubener Wolle
- VEB Hutwerke Guben
- VEB Oberlausitzer Volltuchfabrik Görlitz
- VEB Radamo Radebeul
- VEB Spezialbekleidung Leipzig
- VEB Spremberger Textilwerke „Spreetuch“
- VEB Textilwerk Forst
- VEB Tuchfabrik Cottbus
- VEB Tuchfabrik Spremberg
- VEB Vereinigte Dresdner Hutfabriken
- VEB Vereinigte Luckenwalder Volltuchfabriken
- VEB Volltuch Luckenwalde